# Jonathan Woodgate
Jonathan Simon Woodgate (Middlesbrough, 1980. január 22. –) angol válogatott labdarúgó, edző. Pályafutása során játszott a Leeds United-ben, a Newcastle United-ben, a Middlesbrough-ban, és a spanyol Real Madridban is. 2019. június 14-én jelentették be a Middlesbrough vezetőedzőjeként.

## Pályafutása

### Leeds United
Woodgate pályafutását a helyi Middlesbrough-nál kezdte, majd a Leeds United-hez igazolt 16 évesen. Hozzásegítette a csapatot az FA Youth Cup győzelemhez 1997-ben, a következő év novemberében pedig bemutatkozott a felnőtt csapatban is.
2000 januárjában csapattársával, Lee Bowyer-rel együtt  egy ázsiai tanuló ellen elkövetett súlyos testi sértéssel vádolták meg. 2001 áprilisában mentették fel őket a vád alól, majd 2001 októberében újratárgyalták az ügyet.

### Newcastle United
Woodgate 2003 januárjában igazolt a Newcastle United-hez 9 millió fontért. Hatásos játékával gyorsan a szurkolók kedvencévé vált, azonban a szezont egy komoly sérülés miatt korán abba kellett hagynia. A csapattal 2004-ben játszott az UEFA-kupa elődöntőjében az Olympique de Marseille ellen, ahol a védősor erős tagjaként játszott, és a Newcastle nem kapott gólt.

### Real Madrid
2004 augusztusában 13,4 millió fontért lett a spanyol Real Madrid játékosa. Első szezonjában egy mérkőzésen sem lépett pályára. Bemutatkozó mérkőzése nem sikerült a legjobban: 2005. szeptember 22-én debütált az Athletic Club ellen egy bajnoki mérkőzésen, azonban öngólt szerzett, és kiállították. Első gólját egy 4–1-re elvesztett Bajnokok Ligája mérkőzésen szerezte a Rosenborg ellen 2005. október 19-én. Ez volt az első európai szereplése a klub mezében.

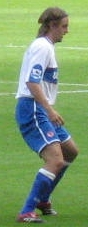
Woodgate a Middlesbrough-ban

A 2006-os évben megszilárdította helyét a kezdőcsapatban, azonban a sérülések megakadályozták a rendszeres játékban. 2006 augusztusában bejelentette, hogy visszatér Angliába.

### Middlesbrough
2006. augusztus 30-án egyéves kölcsönszerződést írt alá szülővárosa csapatánál, a Middlesbrough-nál.  Az Arsenal ellen debütált az Emirates stadionban 2006. szeptember 9-én. Második mérkőzésén a csapatkapitányi karszalagot viselhette, mivel a kapitány, George Boateng eltiltás miatt nem játszhatott.
A nyári átigazolási időszakban 7 millió fontért leigazolta a csapat. Woodgate 4 éves szerződést írt alá, ami 2011-ig lett volna érvényes.

### Tottenham Hotspur
Woodgate 2008. január 28-án igazolt a Tottenham Hotspur-be 7 millió fontért. A 39-es számú mezt kapta. 2008. január 30-án debütált az Everton ellen. Első Tottenham gólját az angol Ligakupa döntőjében szerezte 2008. február 24-én a Chelsea ellen a Wembley stadionban a 30 perces hosszabbításban. Csapata az ő góljával nyerte meg a trófeát (az elsőt 1999 óta), Woodgate pedig elnyerte a Meccs játékosa díjat. Első bajnoki gólját 2008. március 19-én szerezte szintén a Chelsea ellen a White Hart Lane-en egy 4–4-re végződő mérkőzésen. 2008. szeptember 15-én a Spurs kapitánya volt az Aston Villa ellen.

#### A válogatottban
A Leeds-nél eltöltött évei alatt 5 mérkőzést játszott az angol válogatottban. 1999-ben debütált még Kevin Keegan irányítása alatt.
Hatodik válogatott mérkőzését három évvel az ötödik után, 2007. február 7-én játszotta Spanyolország ellen egy barátságos mérkőzésen.

## Sikerei, díjai
```
Tottenham Hotspur
```

- Angol Ligakupa - 2008

## Statisztika
Frissítve: 2008. október 2-án.
| Csapat            | Szezon  | Bajnokság | Bajnokság | Kupa    | Kupa  | UEFA    | UEFA  | Összesen | Összesen |
| Csapat            | Szezon  | Meccsek   | Gólok     | Meccsek | Gólok | Meccsek | Gólok | Meccsek  | Gólok    |
| ----------------- | ------- | --------- | --------- | ------- | ----- | ------- | ----- | -------- | -------- |
| Tottenham Hotspur | 2008-09 | 6         | 0         | 1       | 0     | 2       | 0     | 9        | 0        |
| Tottenham Hotspur | 2007-08 | 12        | 1         | 1       | 1     | 4       | 0     | 17       | 2        |
| Össz.             |         | 18        | 1         | 2       | 1     | 6       | 0     | 26       | 2        |
| Middlesbrough     | 2007-08 | 16        | 0         | 0       | 0     | -       | -     | 16       | 0        |
| Middlesbrough     | 2006-07 | 30        | 0         | 6       | 0     | -       | -     | 36       | 0        |
| Össz.             |         | 46        | 0         | 6       | 0     | -       | -     | 52       | 0        |
| Real Madrid       | 2005-06 | ?         | ?         | ?       | ?     | 3       | 1     | ?        | ?        |
| Real Madrid       | 2004-05 | ?         | ?         | ?       | ?     | ?       | ?     | ?        | ?        |
| Össz.             |         | 12        | 1         | ?       | ?     | 3       | 1     | ?        | ?        |
| Newcastle United  | 2003-04 | 18        | 0         | 2       | 0     | 7       | 0     | 27       | 0        |
| Newcastle United  | 2002-03 | 10        | 0         | 0       | 0     | -       | -     | 10       | 0        |
| Össz.             |         | 28        | 0         | 2       | 0     | 7       | 0     | 37       | 0        |
| Leeds United FC   | 2002-03 | 18        | 1         | 2       | 0     | 4       | 0     | 24       | 1        |
| Leeds United FC   | 2001-02 | 13        | 0         | 2       | 0     | -       | -     | 15       | 0        |
| Leeds United FC   | 2000-01 | 14        | 1         | 2       | 0     | 5       | 0     | 21       | 1        |
| Leeds United FC   | 1999-00 | 34        | 1         | 5       | 0     | 10      | 0     | 49       | 1        |
| Leeds United FC   | 1998-99 | 25        | 2         | 7       | 0     | 1       | 0     | 33       | 2        |
| Össz.             |         | 104       | 5         | 18      | 0     | 20      | 0     | 142      | 5        |
| Összesen          |         | 208       | 7         | 28      | 1     | 36      | 1     | 257      | 9        |

## Külső hivatkozások
- Jonathan Woodgate pályafutásának statisztikái a Soccerbase oldalon (angolul)